# Mariano Rajoy

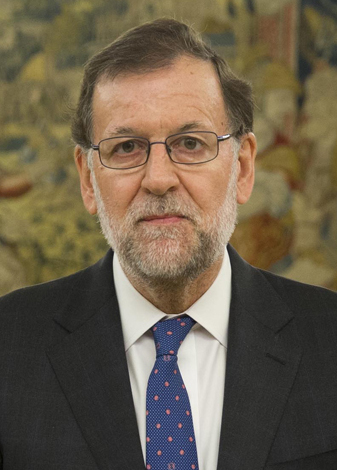
Mariano Rajoy (2016)

Mariano Rajoy Brey [maˈɾjano raˈxoi̯ bɾei̯] (* 27. März 1955 in Santiago de Compostela) ist ein konservativer spanischer Politiker.
Rajoy wurde 1989 Mitglied des Abgeordnetenhauses und bekleidete unter Ministerpräsident José María Aznar ab 1996 diverse Ministerämter, von 2000 bis 2003 als stellvertretender Ministerpräsident. Nach Aznars Verzicht auf eine weitere Kandidatur 2003 zum Generalsekretär und Spitzenkandidaten der Partido Popular (Volkspartei, PP) gewählt, wurde Rajoy nach seiner Wahlniederlage 2004 gegen José Luis Zapatero von der Sozialistischen Arbeiterpartei Vorsitzender des PP und bis 2011 Oppositionsführer im Congreso.
Bei seiner dritten Kandidatur errang Rajoy 2011 infolge der Auswirkungen der seit 2008 anhaltenden Finanzkrise eine komfortable absolute Mehrheit und war vom 21. Dezember 2011 bis zum 1. Juni 2018 Ministerpräsident von Spanien. Bei der Parlamentswahl 2015 verlor seine Partei massiv an Stimmen, weshalb er mangels parlamentarischer Partner den Regierungsbildungsauftrag an den Sozialisten Pedro Sánchez weitergab und mit seinem Kabinett fast ein Jahr lang geschäftsführend im Amt blieb, bis ihm nach den vorgezogenen Wahlen 2016 im Oktober des Jahres im vierten Wahlgang die Wiederwahl mit einem Minderheitskabinett gelang.
Am 1. Juni 2018 verlor Rajoy sein Amt als Ministerpräsident durch ein Misstrauensvotum im Parlament. Am 5. Juni 2018 trat er als Parteivorsitzender der PP zurück.

## Werdegang
Mariano Rajoy Brey wurde am 27. März 1955 als ältestes der vier Kinder des Juristen und späteren Präsidenten der Provinzobergerichte (Audencia Provincial) von León und Pontevedra, Mariano Rajoy Sobredo und dessen Frau Olga Brey López († 1993) in Santiago de Compostela, Provinz A Coruña, Galicien, geboren (weitere Geschwister: Mercedes, Enrique und Luis). Sein Großvater war der Rechtswissenschaftler Enrique Rajoy Leloup (1882–1966; Professor für Bürgerliches Recht an der Universität Santiago de Compostela), der zu den Verfassern des galicischen Autonomiestatuts von 1936 gehört und während des Franco-Regimes der Universität verwiesen wurde.
Die beruflichen Aufgaben des Vaters, Mariano Rajoy Sobredo, zogen einen häufigen Wohnortswechsel der Familie nach sich – unter anderem nach Piedrahíta (Provinz Ávila), Santiago de Compostela, Piedrahita, O Carballiño (Provinz Ourense), Oviedo (Asturien) und schließlich León. Mariano Rajoy war fünf Jahre alt, als sein Vater in León die Leitung eines Amtsgerichts übernahm.
In León besuchte Mariano Rajoy zunächst das Colegio Las Anejas de León, danach die private Höhere Schule, das Colegio Sagrado Corazón de los Jesuitas.
Als Mariano Rajoy 15 Jahre alt war, zog die Familie – erneut wegen der beruflichen Tätigkeit des Vaters – nach Lerez in der Provinz Pontevedra um.
Sein Vater war zum Präsidenten des Provinzial-/Landgerichts von Pontevedra (Audiencia Provincial de Pontevedra) ernannt worden.
In Pontevedra bestand Rajoy an einer öffentlichen Schule das Abitur. Er nahm das Studium der Rechtswissenschaft an der Universität Santiago de Compostela auf, das er im Jahre 1977 mit Auszeichnung abschloss.
Nach dem Studium begann er seine berufliche Laufbahn als Beamter an verschiedenen staatlichen Liegenschaftsämtern (unter anderem in Padrón, Villafranca del Bierzo und Santa Pola).
1981 wurde er Mitglied der Alianza Popular, aus der später die Partido Popular hervorging, die eine konservative spanische Volkspartei wurde. Im selben Jahr wurde er in das galicische Parlament gewählt. 1983 wurde er Stadtrat in der Stadt Pontevedra, 1986 Präsident des Parlamentes der gleichnamigen Provinz.
Seit 1989 ist er Abgeordneter im spanischen Parlament. Als langjähriger Wegbegleiter des 1990 gewählten Parteivorsitzenden José María Aznar wurde er nach dem Wahlsieg der Partido Popular 1996 zunächst Minister für öffentliche Verwaltung, 1999 dann Bildungsminister und 2001 Innenminister. Den Wahlkampf im Jahr 2000 leitete er erfolgreich; die Partido Popular errang bei der Wahl am 12. März 2000 die absolute Mehrheit der Parlamentssitze (183 von 350 Sitzen).
Nach der Ankündigung José María Aznars, im Wahlkampf 2004 nicht mehr für das Amt des Ministerpräsidenten (Presidente del Gobierno) kandidieren zu wollen, wurde Rajoy von Aznar überraschend zum Spitzenkandidaten des PP bestimmt und war bei den spanischen Parlamentswahlen am 14. März 2004 PP-Kandidat für das Amt des spanischen Regierungschefs. Trotz des Skandals um den Untergang der Prestige und der uneingeschränkten Unterstützung der US-amerikanischen Politik im Irakkrieg, für die die Partido Popular viel Kritik erntete, waren Rajoys Umfragewerte sehr gut. Erst infolge der heftig kritisierten irreführenden Informationspolitik der konservativen Regierung nach den Terroranschlägen auf mehrere Züge in Madrid unmittelbar vor dem Wahltag kippte die Stimmung: Die spanischen Sozialisten (PSOE) gingen überraschend als Sieger aus diesen Wahlen hervor. Rajoy wurde Oppositionsführer.

## Oppositionsführer

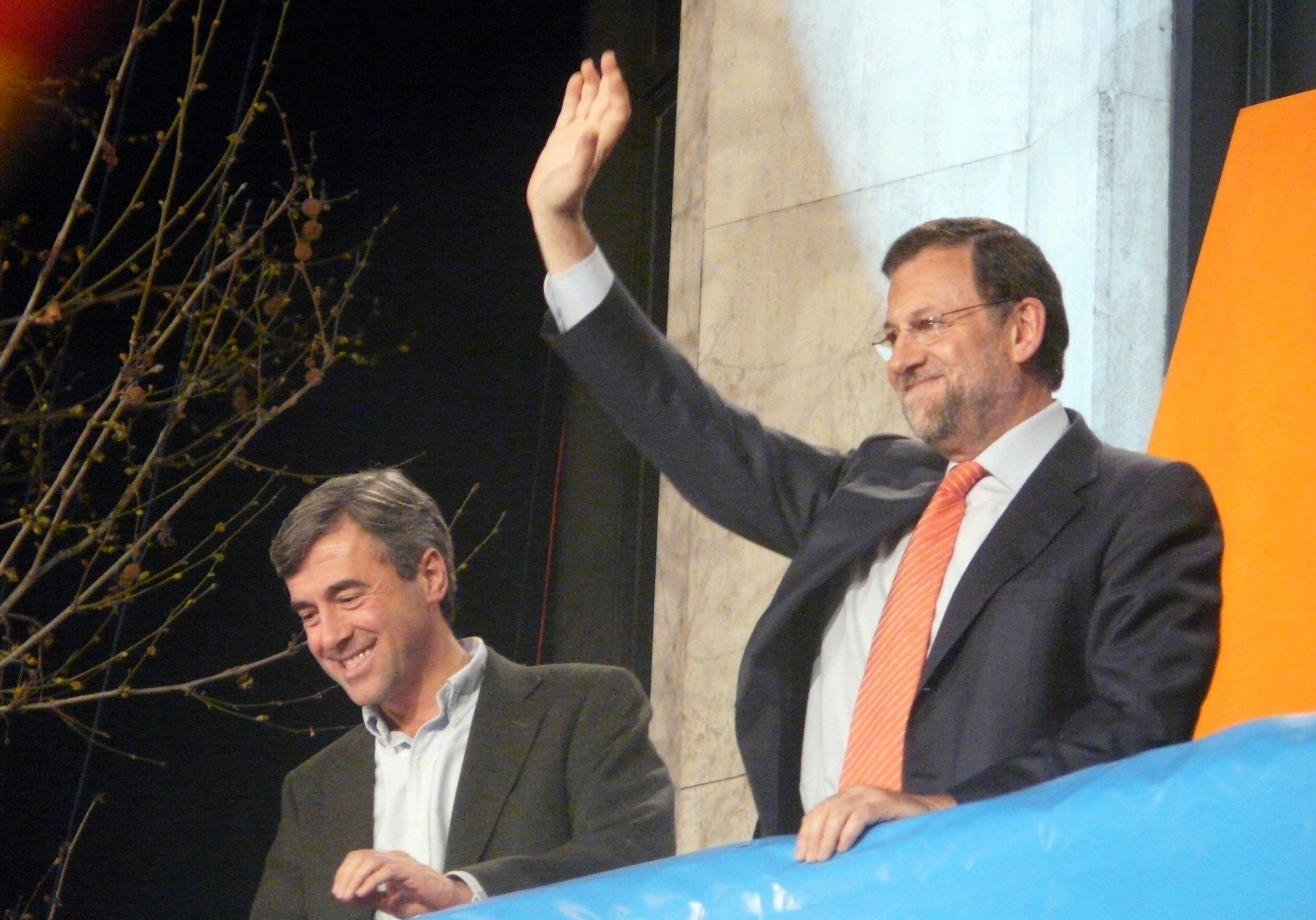
Mariano Rajoy (rechts) und Ángel Acebes (2008)

Im Oktober 2004 wurde er auf dem Parteitag der Volkspartei offiziell zum Nachfolgers Aznars als Parteivorsitzender gewählt. Obwohl Rajoy ursprünglich dem gemäßigten Flügel seiner Partei zugerechnet wurde, verfolgte er als Oppositionsführer eine harte Konfrontationspolitik mit der Regierung Zapatero. Insbesondere kritisierte er die Gespräche zwischen der Regierung und der baskischen Untergrundorganisation ETA, die diese nach einer Waffenstillstandserklärung der ETA im März 2006 eingeleitet hatte; außerdem die Reform des Autonomiestatuts der Region Katalonien, die Einführung der gleichgeschlechtlichen Ehe und die Legalisierung des Aufenthaltsstatus illegaler Immigranten. Als eigentliche treibende Kräfte hinter der harten Linie der PP sahen spanische Zeitungen jedoch häufig nicht Rajoy, sondern Ángel Acebes (Generalsekretär der PP) und Eduardo Zaplana (Fraktionsvorsitzender der PP).
Am 10. September 2007 ließ Rajoy sich vom Parteivorstand zum Spitzenkandidaten der PP für die im März 2008 stattfindenden Parlamentswahlen bestimmen. Zentrale Themen seiner Kampagne waren dabei zunächst die Entwicklung der spanischen Wirtschaft, später die Einwanderung. Nachdem die PP in den Wahlen, trotz hinzugewonnener Stimmen, letztlich erneut nur zweitstärkste Fraktion geworden war, kündigte Rajoy an, weiterhin den Posten des Oppositionsführers bekleiden und gegebenenfalls bei den Wahlen 2012 noch einmal als Spitzenkandidat der PP antreten zu wollen. Sein Plan, sich auf einem Parteitag im Juni 2008 als Vorsitzender der PP bestätigen zu lassen, stieß auf Widerstand beim konservativen Parteiflügel. Die Regierungspräsidentin der Region Madrid, Esperanza Aguirre, und der valencianische Politiker Juan Costa profilierten sich mit mehrdeutigen Ankündigungen als mögliche Gegenkandidaten. Nach einer mehrwöchigen scharfen Diskussion erklärten beide mangels ausreichender parteiinterner Unterstützung ihren Verzicht auf eine Kandidatur. Auf dem Parteitag am 21. Juni 2008 konnte er sich schließlich behaupten und wurde bei einem Verlust von 14 Prozentpunkten mit 84 Prozent als Vorsitzender bestätigt und frühzeitig zum Spitzenkandidaten für die Wahlen 2012 ernannt, die später auf den 20. November 2011 vorgezogen wurden und die die PP unter seiner Führung gewann.

## Regierungschef

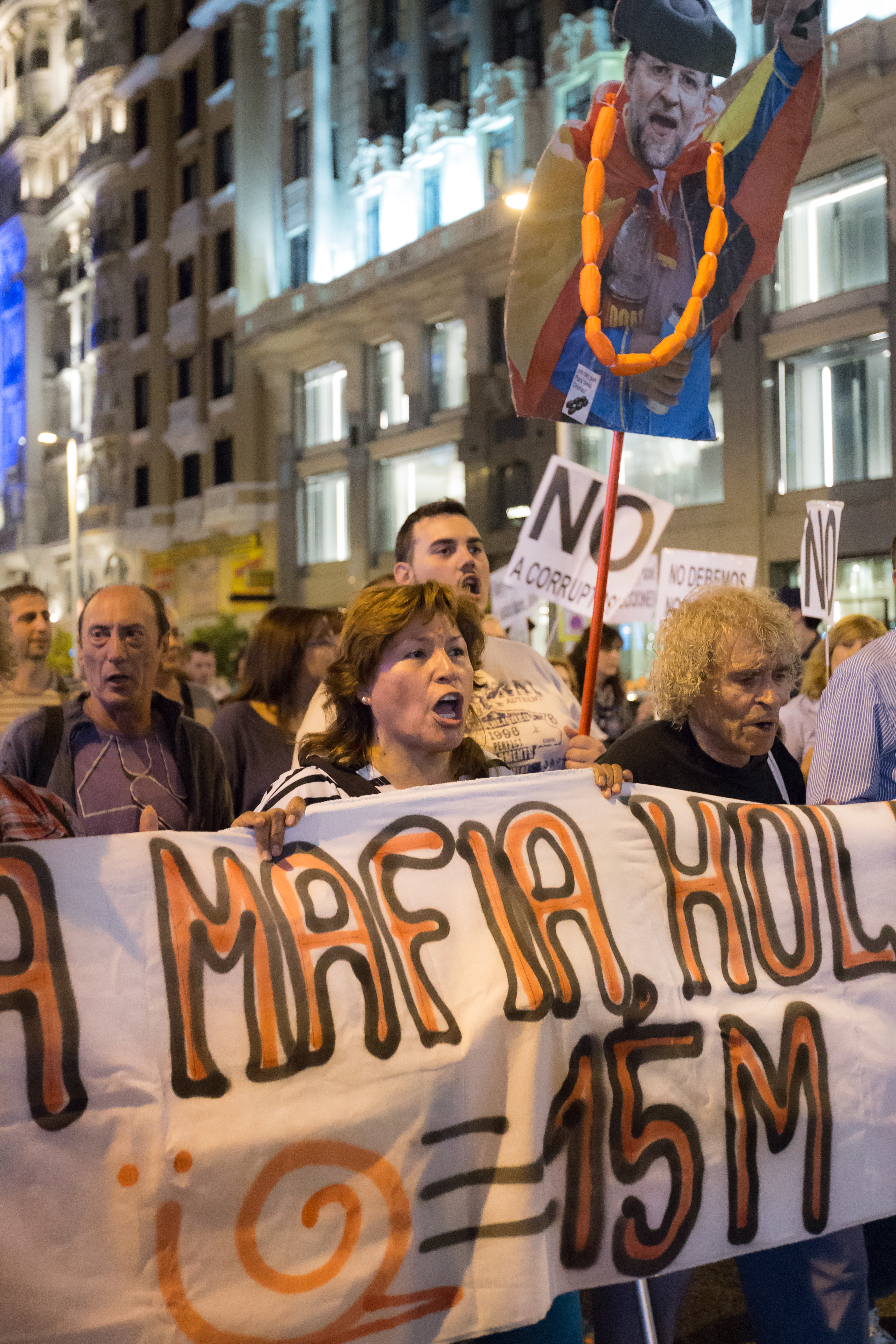
Anti-Korruptions-Demo in Madrid

Am 20. Dezember 2011 wählte das spanische Parlament Rajoy zum neuen Ministerpräsidenten. Er erhielt 187 der 350 Stimmen (die PP hat 186). In seinem Regierungsprogramm kündigte Rajoy eine rigide Sparpolitik an. Am 21. Dezember 2011 stellte er sein Regierungskabinett vor und am 30. Dezember beschloss er die ersten Austeritätsmaßnahmen. Als Reaktion auf die drastischen Einsparungen und Arbeitsmarktreformen fand am 29. März 2012 in Spanien ein Generalstreik statt. Anfang April 2012 kündigte er weitere Sparmaßnahmen im Gesundheits- und Bildungsbereich an. Die Regierung Rajoy hatte mit der spanischen Staatsverschuldung, einer Krise spanischer Banken und einer hohen Arbeitslosenquote bei Jugendlichen und Erwachsenen zu kämpfen. Durch strukturelle Reformen, insbesondere Reformen auf dem Arbeitsmarkt,  steigerten Rajoy und sein Wirtschaftsminister die Wettbewerbsfähigkeit und Produktivität der spanischen Wirtschaft und damit die Exportfähigkeit des Landes. Sie erreichten damit einen Rückgang der Arbeitslosigkeit und das höchste Wirtschaftswachstum in der Euro-Zone 2015 bis 2017.
Bei der Parlamentswahl 2015, die eine Verschiebung weg vom Zweiparteiensystem zu vier mittelgroßen Parteien zum Ergebnis hatte, erreichte Rajoy nur die einfache Mehrheit und war ab dem 20. Dezember 2015 fast ein Jahr lang lediglich geschäftsführend im Amt, weil er sich außerstande sah, eine Koalition zu bilden. Nach dem Scheitern des Sozialisten Pedro Sánchez, der sich im Parlament zur Wahl gestellt hatte, kam es zu einer erneuten Parlamentswahl 2016. Nach zähen Verhandlungen wurde Rajoy vor dem Hintergrund einer drohenden dritten Neuwahl, unterstützt von den oppositionellen Ciudadanos und mehreren Kleinparteien sowie durch Enthaltung der Sozialisten, am 29. Oktober mit einer Minderheitsregierung wiedergewählt. Am 3. November 2016 stellte er sein Regierungskabinett vor.
Im Konflikt um die Unabhängigkeitsbestrebungen Kataloniens erklärte das spanische Verfassungsgericht ein Unabhängigkeitsreferendum aufgrund der Unteilbarkeit der spanischen Nation und der allein bei der spanischen Regierung bzw. dem Parlament liegenden Kompetenz, die Durchführung von Referenden zu regeln, für verfassungswidrig und ungültig. Rajoy bekräftigte seit 2014 mehrfach, er werde eine Sezession „auf keinen Fall“ zulassen.
Er ordnete daher die juristische und polizeiliche Unterdrückung des einseitig von der Regionalregierung ausgerufenen Referendums vom 1. Oktober 2017 an, was zu umstrittenen Polizeimaßnahmen führte und die Stimmung in Katalonien weiter aufheizte. Nachdem der katalanische Ministerpräsident Carles Puigdemont am 10. Oktober 2017 ein als Unabhängigkeitserklärung bezeichnetes Dokument unterschrieben hatte, die Unabhängigkeitsbestrebungen aber verschob, um mit der Zentralregierung verhandeln zu können, kündigte Rajoy am 21. Oktober 2017 die Entmachtung der katalanischen Regionalregierung und Neuwahlen für den 21. Dezember 2017 an. Bei diesen verteidigten die separatistischen Parteien die absolute Mehrheit im katalanischen Parlament.
Im Rahmen der sogenannten Gürtel-Affäre, einem weitreichenden Korruptions- und Parteispendenskandal, in dem die Justiz seit 2009 wegen eines Systems von illegaler Einflussnahme und Parteifinanzierung in PP-kontrollierten Kommunen und Regionen ermittelte, wurden Ende Mai 2018 Urteile verkündet: Ranghohe Parteifunktionäre der PP wurden zu langen Haftstrafen verurteilt und die Partei selbst wurde als mitschuldig befunden. Daraufhin kam es zu einem Misstrauensantrag durch die Opposition unter Führung der PSOE gegen die von Rajoy geführte Regierung. Am 1. Juni 2018 verlor Rajoy das Misstrauensvotum, als seine bisherigen Verbündeten, die baskischen Nationalisten von der PNV, die wenige Tage zuvor noch Rajoys Budget unterstützt hatten, gegen ihn stimmten; er wurde dabei mit 180 von 350 Stimmen (169 für Rajoy, eine Enthaltung) abgewählt. Sein Nachfolger als Ministerpräsident wurde der Sozialist Pedro Sánchez, dessen Partei mit nur 84 Sitzen im Parlament eine Minderheitsregierung mit Duldung von Unidos Podemos, PNV und verschiedenen separatistischen Parteien bildete.

## Weiterer Werdegang
Nach seiner Abwahl als Ministerpräsident kehrte Rajoy auf seinen Posten beim Grundbuchamt in Santa Pola an der Costa Blanca in der Provinz Alicante zurück.
Im Oktober 2018 wechselte er auf einen Posten im Handelsregister von Madrid.

## Privatleben
Rajoy ist seit 1996 mit Elvira Fernández Balboa verheiratet und Vater zweier Söhne. Er trägt einen Vollbart, seitdem er 1979 im Alter von 24 Jahren bei einem Verkehrsunfall Verletzungen am Gesicht erlitten hat.

## Schriften
- En confianza: Mi vida y mi proyecto de cambio para España. Editorial Planeta, Barcelona 2011, ISBN 978-84-08-10691-3 (zu Deutsch: „Im Vertrauen: Mein Leben und mein Projekt eines Wechsels für Spanien“).
- Una España mejor. Plaza & Janés, Barcelona 2019, ISBN 978-84-01-02273-9.